# Charlotte Cushman
Charlotte Saunders Cushman (Massachusetts, 23 de julho de 1816 — Boston, 18 de fevereiro de 1876) foi uma atriz dos Estados Unidos que desenvolveu toda sua carreira artística no teatro. Em meados de 1800, tornou-se uma das atrizes mais famosas e comentadas no mundo por suas atuações em peças de William Shakespeare. Irmã da também atriz Susan Webb Cushman.

## Biografia

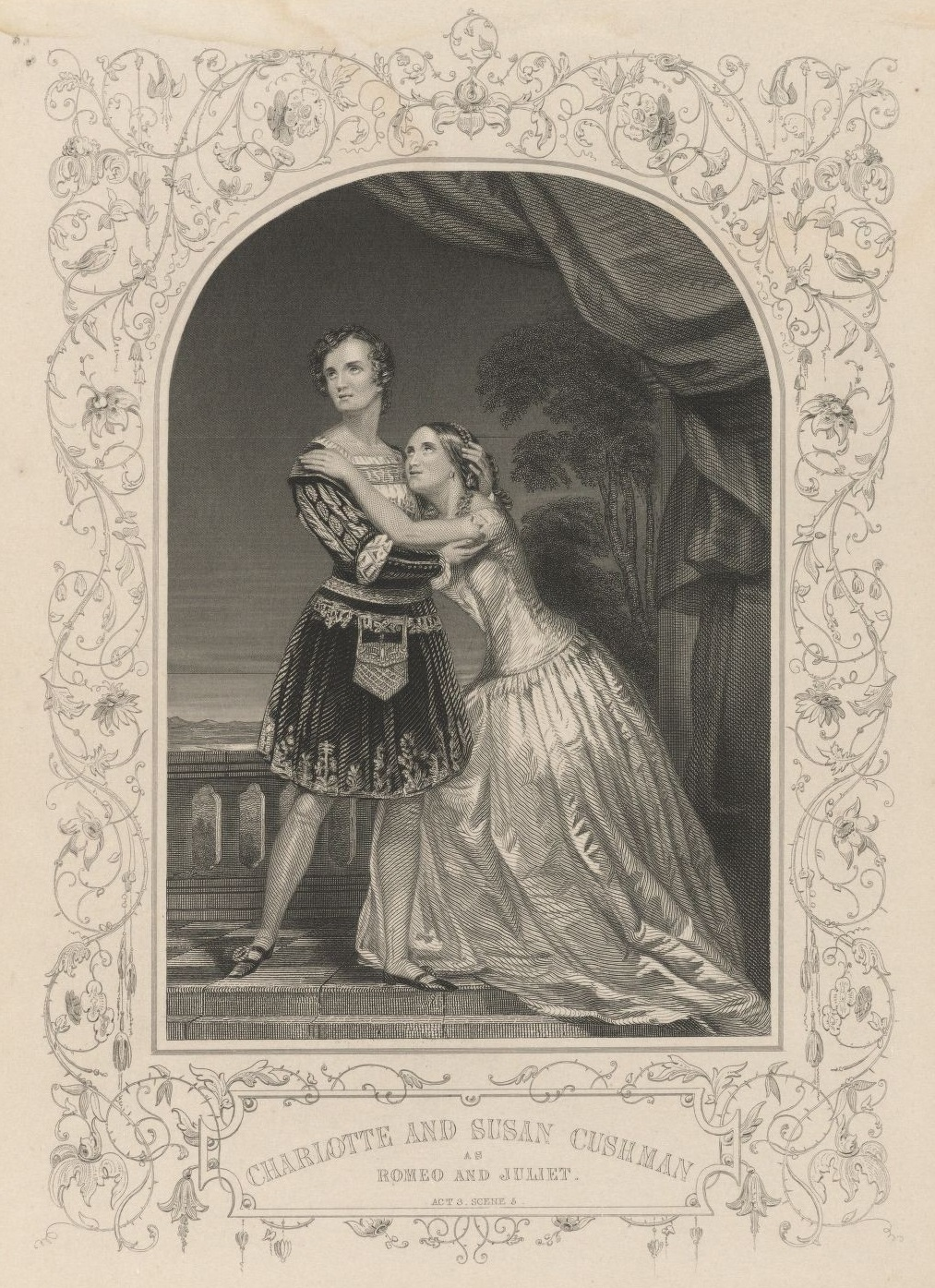
As irmãs Cushman, Charlotte e Susan, como Romeu e Julieta em 1846.

Foi a grande responsável por fazer sua irmã Susan Webb Cushman, após esta se separar do primeiro casamento com um filho, a também virar atriz, com quem atuou na Inglaterra na segunda metade dos anos 1840 em Romeu e Julieta, de William Shakespeare, como Romeu e a irmã como Julieta, apresentação que as tornou famosas.  As irmãs também encenaram juntas a peça Noite de Reis, igualmente de Shakespeare.
Segundo registros da época, Charlotte sem dúvidas era muito melhor atriz do que a irmã mais nova, embora esta fosse graciosa. Charlotte também trazia uma característica distinta das demais atrizes, que destacava seu talento: sua voz possuía registro de contralto completo, permitindo-a a atuar em papéis tanto masculinos quanto femininos.

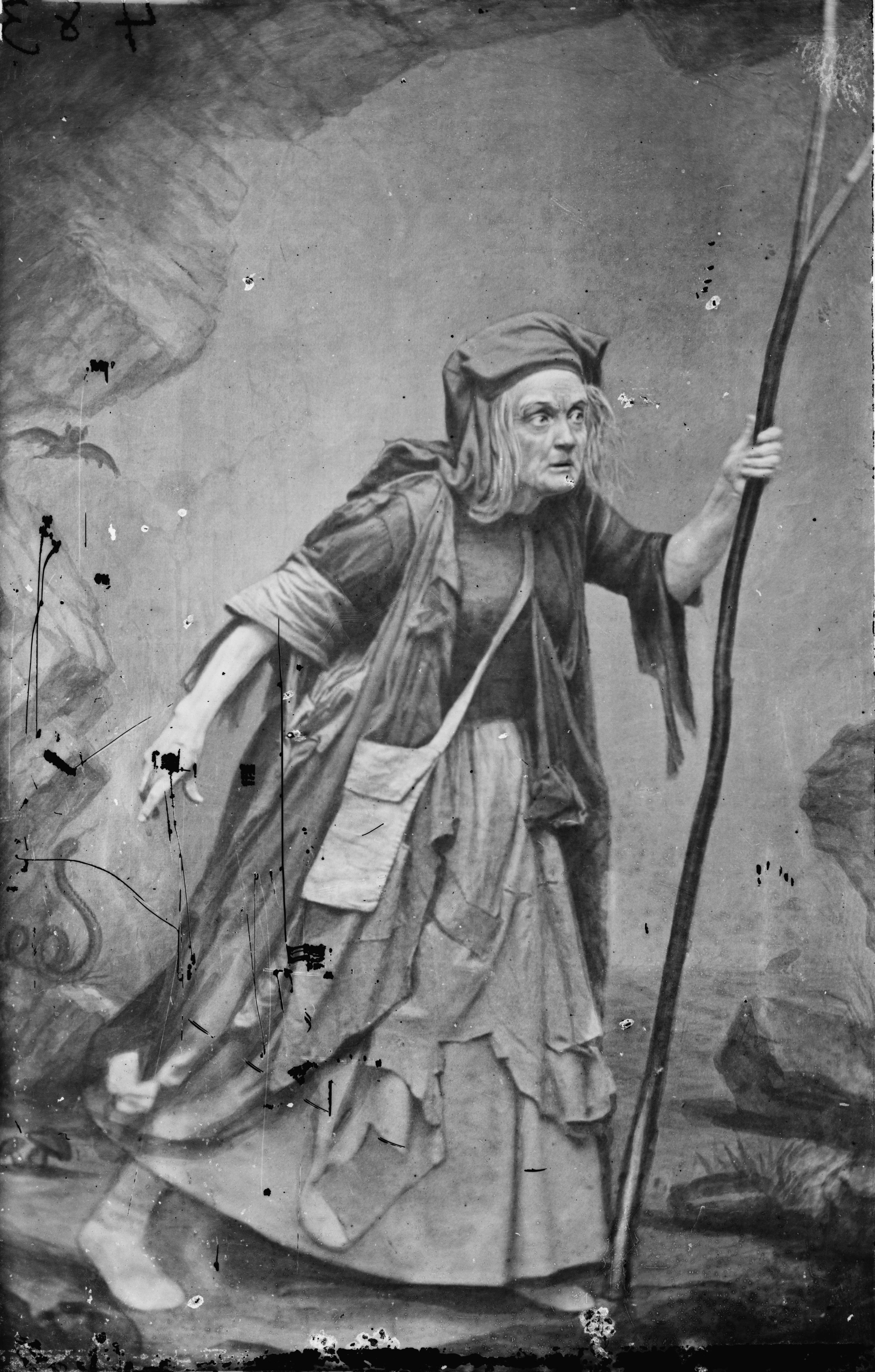
Charlotte Cushman como Meg Merrilees em meados de 1800.

A carreira de atriz de Charlotte Cushman durou quatro décadas. Desde jovem, atuando em Nova Iorque, mostrava-se promissora e conseguiu se estabelecer no ofício. Sua fama e prestígio em meados de 1880 devem-se sobretudo porque, além de Romeu e Julieta, ela atuou ao longo da vida em muitos outros papéis mais exigentes e densos das peças shakesperianas, como a Lady Macbeth em Macbeth e a Rainha Katherine em Henrique VIII. Enquanto se apresentava em Washington, D.C., o público de Cushman incluía o presidente Abraham Lincoln e o político William H. Seward.
Cushman morreu de pneumonia e câncer de mama em 17 de fevereiro de 1876.